# Henschel Typ Monta
Die Dampflokomotiven des Typs Monta von Henschel waren für den Einsatz in Industrie- und Bauunternehmen  bestimmt. Die zweifach gekuppelten Lokomotiven wurden im Zeitraum von 1910 bis 1942 in den Spurweiten von 600 mm bis 1435 mm mit über 400 Exemplaren hergestellt. Weltweit sind mehrere Exemplare erhalten.

## Konstruktive Merkmale
Die Lokomotiven verfügten über einen Blechinnenrahmen. Der kleine Kessel hatte eine sehr kurze Rauchkammer. Der Dampfdom war direkt hinter dem Schornstein. Das Sicherheitsventil war angeflanscht. In der Kesselmitte befand sich der eckige Sandbehälter. Die handbetätigte Sandeinrichtung sandete den hinteren Radsatz von vorn.
Das Dampftriebwerk mit Flachschieber arbeitete auf die hintere Achse und verfügte über eine Heusingersteuerung.
Das Führerhaus hatte keine Dachlüfter. Im unteren Bereich war es eingezogen.
Die Lokomotive 99 3001 erhielt zusätzlich ein Läutewerk und eine Lichtmaschine.

### DR 99 3001
Nach dem Ende des Zweiten Weltkrieges war ein Großteil der Schmalspurstrecken in Mecklenburg und Vorpommern als Reparationsleistung abgebaut worden. Da etliche der Strecken jedoch für die ländliche Region lebensnotwendig waren, ordnete die sowjetische Militäradministration den Wiederaufbau einiger Strecken an. Darunter befand sich auch die Strecke Jarmen–Schmarsow der ehemaligen Demminer Kleinbahn (Ost). Diese wurde in der Spurweite von 600 mm statt ursprünglich 750 mm hergestellt. Am 22. Juni 1949 konnte der Betrieb aufgenommen werden.
Die für den Betrieb verantwortliche Mecklenburg-Pommersche Schmalspurbahn AG (MPSB) hatte jedoch auf Grund der Reparationsabgaben nicht genügend Lokomotiven zur Verfügung. So wurde eine zweifachgekuppelte Lokomotive des Typs Monta angekauft. Die Lokomotive war 1924 mit der Fabriknummer 20452 für die Hütten AG Berlin gebaut worden. Später war sie bei der Zuckerfabrik Radom als „B 012“ im Einsatz. Bei der MPSB erhielt die Maschine einen zweiachsigen Wassertender, um die Reichweite zu erhöhen. Mit der Übernahme der MPSB durch die Deutsche Reichsbahn erhielt die Lokomotive die Betriebsnummer 99 3001. Mit der Stilllegung der Strecke 1958 wurde auch die Lokomotive ausgemustert und 1966 verschrottet.

## Erhaltene Fahrzeuge
- Fabrik-Nr. 17393, Baujahr 1920, 900 mm, Reitsportanlage „Zwischen den Brücken“ Ichenhausen
- Fabrik-Nr. 17819, Baujahr 1920, 900 mm, Museumsfeldbahn Hjerl Hede
- Fabrik-Nr. 20537, Baujahr 1926, 600 mm, Zuckerfabrik Sragi
- Fabrik-Nr. 20538, Baujahr 1926, 600 mm, Zuckerfabrik Sragi
- Fabrik-Nr. 20780, Baujahr 1927, 650 mm, Denkmal in Sama de Langreo
- Fabrik-Nr. 20874, Baujahr 1927, 600 mm, Denkmal am Wasserturm Bebra
- Fabrik-Nr. 20925, Baujahr 1927, 600 mm, Deutsches Feld- und Kleinbahnmuseum Deinste[1]
- Fabrik-Nr. 21839, Baujahr 1931, 750 mm, Fourney Transportation Museum, Denver
- Fabrik-Nr. 22670, Baujahr 1935, 600 mm, Nykarleby Jernväg, Finnland
- Fabrik-Nr. 22826, Baujahr 1935, 600 mm, Maine Narrow Gauge Railroad, seit 2019 Frankfurter Feldbahnmuseum[2]
- Fabrik-Nr. 22891, Baujahr 1935, 600 mm, Schmalspurbahnmuseum Sochaczew[3]
- Fabrik-Nr. 23094, Baujahr 1936, 600 mm, Privatsammlung Dr. Muhr
- Fabrik-Nr. 23768, Baujahr 1937, 600 mm, Leyh Steam Museum, Ellicott City (Maryland)
- Fabrik-Nr. 24022, Baujahr 1939, 600 mm, Boothbay Railway Village, Boothbay
- Fabrik-Nr. 24023, Baujahr 1939, 600 mm, Boothbay Railway Village, Boothbay
- Fabrik-Nr. 24111, Baujahr 1939, 600 mm, Deutsches Dampflokomotiv-Museum, Neumarkt[4]